# Ney (Allemagne)
Pour les articles homonymes, voir Ney.
Ney est une municipalité du Verbandsgemeinde Emmelshausen, dans l'arrondissement de Rhin-Hunsrück, en Rhénanie-Palatinat, dans l'ouest de l'Allemagne.